# Euharlee
Euharlee – miasto w Stanach Zjednoczonych, w stanie Georgia, w hrabstwie Bartow.